# Miguel Ángel Elvira Barba
Miguel Ángel Elvira Barba  (Madrid, 1950) es un historiador, catedrático, escritor y antiguo director del Museo Arqueológico Nacional en Madrid.

## Biografía profesional
Se licenció en Filosofía y Letras y obtuvo el doctorado en 1978 (tesis: El alejandrinismo) en la especialidad de Historia del Arte y Literatura Hispánica por la Universidad Complutense de Madrid donde ocupa el cargo de catedrático en Historia del Arte.
Sus investigaciones y actividades científicas se centran en la Antigüedad Clásica, Grecia y Etruria, el arte bizantino, y el coleccionismo de esculturas de los siglos XVII y XVIII. Fue director del Museo Arqueológico Nacional del 19 de julio de 2000 al 1 de octubre de 2004. Jefe del Departamento de Conservación de escultura Antigua Medieval y de la Edad Moderna y Artes Decorativas del Museo del Prado entre 1997 y 1999. Es miembro correspondiente de la Real Academia de la Historia, de la Real Academia de Bellas Artes de Santa Isabel de Hungría de Sevilla y del Instituto Arqueológico Alemán de Berlín.

## Obras
Tiene escritos más de 150 artículos de ensayo y de investigación.

### Libros
- Arte y Mito: Manual de iconografía clásica Sílex. 2013. ISBN 978-8477-378-464
- Manual de Arte Griego. Sílex. 2013. ISBN 978-8477-377-856
- África negra y Oceanía. Madrid: Historia Viva, 2002. ISBN 84-7679-460-6
- El arte griego, con Jacobo Storch de Gracia y María del Pilar León Alonso Madrid: Historia Viva, 1999. ISBN 84-7679-403-7
- La ruta de la seda con Domingo Plácido Suárez y Carmen García-Ormaechea y Quero. Madrid: Información e Historia D.L., 1996. ISBN 84-7679-287-5
- Arte clásico. Madrid: Historia 16, 1996. ISBN 84-7679-303-0

### Artículos
- Cleopatra o Ariadna: retorno a un debate superado. Anales de historia del arte, ISSN 0214-6452, N.º 20, 2010
- La iconografía mitológica en Bizancio antes y después del periodo iconoclasta- Erytheia: Revista de estudios bizantinos y neogriegos, ISSN 0213-1986, N.º 30, 2009
- Hallazgo e historia de la "Venus del Delfín" (Museo del Prado).  Boletín de la Asociación Española de Amigos de la Arqueología, ISSN 0210-4741, N.º 45, 2008-2009
- La imagen de la Roma clásica en los humanistas. Revista de historiografía (RevHisto), ISSN 1885-2718, N.º 5, 2006
- La revolución de Aj-en-Atón, el hereje. La Aventura de la historia, ISSN 1579-427X, N.º 69, 2004
- El Fayum, Constantinopla, Toledo. Nueva revista de política, cultura y arte, ISSN 1130-0426, N.º 82, 2002
- El arte antiguo en la Casa del Labrador de Aranjuez. Boletín de la Asociación Española de Amigos de la Arqueología, ISSN 0210-4741, N.º 35, 1995
- La tradición helenística y la iconografía del helenismo en Bizancio. Antigüedad y cristianismo: Monografías históricas sobre la Antigüedad tardía, ISSN 0214-7165, N.º 7, 1990
- El oficio de rey en la época helenística. Historia 16, ISSN 0210-6353, N.º 163, 1989
- El nacimiento de Bizancio: de colonia a capital. Historia 16, ISSN 0210-6353, N.º 141, 1988